# 森岡俊夫
森岡 俊夫（もりおか としお、1928年10月15日 - ）は、日本の歯科医師・歯学者。九州大学名誉教授、元九州大学歯学部予防歯科学講座教授、大垣女子短期大学名誉教授、日本歯科学院専門学校理事、学科長。元日本レーザー歯学会理事長、元ピエールフォシャールアカデミー国際歯学会日本部会会長。

## 略歴
1949年大阪歯科医学専門学校卒業、1950年 大阪大学医学部選科修了。以後大阪大学助手、講師、助教授を経て1970年より九州大学教授に就任。1958年 医学博士 論文の題は「免疫溶菌現象の機作に関する実験的研究 」。1992年同大学名誉教授、大垣女子短期大学教授、1999年日本歯科学院専門学校理事、学科長に就任。

## 著作
- Joseph L.Bernier,Joseph C.Muhler 編『臨床予防歯科学』訳 森岡俊夫、医歯薬出版、1972年12月。 NCID BN04352140。
- 森岡俊夫 編『砂糖とむし歯 : 病因・食生活・予防』クインテッセンス出版、1979年6月10日。ISBN 978-4-87417-030-4。 NCID BN02689642。
- 森岡俊夫 編『レーザー歯学』医歯薬出版、1986年11月。 NCID BN00667933。
- 森岡俊夫、松本光吉 編『レーザーの歯科への臨床応用とその基礎』クインテッセンス出版〈別冊　ザ・クインテッセンス〉、1988年7月10日。ISBN 978-4-87417-255-1。 NCID BN04209679。
- デンティスト社 編『レーザー臨床 上』監修 森岡俊夫、松本光吉、日本医療文化センター〈Dentist' Technical Now, 7〉、1989年。 NCID BN05778829。
- デンティスト社 編『レーザー臨床 下』監修 森岡俊夫、松本光吉、日本医療文化センター〈Dentist' Technical Now, 7〉、1989年。 NCID BN05778829。
- 森岡俊夫 他 著、高江洲義矩 他 編『歯磨剤 : その日常性と科学性』医歯薬出版、1993年6月。ISBN 4263270037。 NCID BN09236409。
- 森岡俊夫『歯の健康管理術 : プラーク・コントロールからレーザーの応用まで』裳華房〈ポピュラーサイエンス〉、1997年8月。ISBN 978-4-7853-8673-3。 NCID BA32131614。
- 森岡俊夫 編『歯科用レーザー・21世紀の展望 パート1』クインテッセンス出版〈別冊　ザ・クインテッセンス〉、2001年8月10日。ISBN 978-4-87417-696-2。 NCID BA5571222X。
- 編集委員長 森岡俊夫 編集委員 須田英明、津田忠政、吉田憲司 編『歯科用レーザー・21世紀の展望 パート2』クインテッセンス出版、東京都文京区〈別冊　ザ・クインテッセンス〉、2004年11月10日。ISBN 978-4-87417-827-0。 NCID BA5571222X。

## 受賞歴
- 1990年 西日本文化賞[5]
- 1994年 紫綬褒章[6][リンク切れ][7]
- 2000年 勲二等瑞宝章[8][9][7]

## 所属団体
- 日本歯科医学会
  - 日本口腔衛生学会 九州地方会初代幹事長[2]
  - 日本レーザー歯学会 元理事長[2][10]
- 国際歯科連盟 元参与[2]
- アジア太平洋歯学会 元歯学教育委員会委員[2]
- ブラジルレーザー歯学会 終身名誉会員[2]
- ピエールフォシャールアカデミー国際歯学会
  - 日本部会 元会長[2]
  - 韓国部会 名誉会員[2]